# Planaeschna ishigakiana
Planaeschna ishigakiana är en trollsländeart. Planaeschna ishigakiana ingår i släktet Planaeschna och familjen mosaiktrollsländor.

## Underarter
Arten delas in i följande underarter:
- P. i. ishigakiana
- P. i. nagaminei
- P. i. flavostria